# Exposició Universal de Sevilla de 1992
L'Exposició Universal de Sevilla de 1992 es va celebrar a la capital d'Andalusia l'any 1992, i va ser coneguda popularment com a "Expo'92" o "la Expo".
Com a tota Exposició Universal posterior a 1931, va estar regulada per l'Oficina Internacional d'Exposicions. Va tenir una durada de sis mesos, va començar el 20 d'abril i va finalitzar el 12 d'octubre coincidint la data amb el V Centenari del Descobriment d'Amèrica. A causa d'aquest fet el seu lema va ser "L'Era dels Descobriments".
La mascota oficial de l'Expo 92 es va anomenar Curro, un simpàtic ocell de bec i cresta multicolor.
A la fi de l'Exposició Universal les infraestructures s'han aprofitat per reconvertir-les en un parc tecnològic anomenat Cartuja 93 i un parc temàtic anomenat Isla Mágica, a més d'usos administratius, universitaris i d'equipament per a la ciutat.

## Història
La idea va començar durant la primera visita oficial del rei Joan Carles I a Santo Domingo (República Dominicana) el dia 31 de maig de 1976, el Rei d'Espanya hi va anunciar la seva intenció d'organitzar una exposició de caràcter universal on es mostrés al món les qualitats d'Espanya i els països iberoamericans aprofitant que s'apropava el V Centenari de la colonització d'Amèrica i d'aquesta manera homenatjar l'esdeveniment. Eren moments difícils per al país a causa que havia sortit d'una situació política complicada feia escassament un any, amb el final de l'època franquista i el recent establiment de la democràcia.

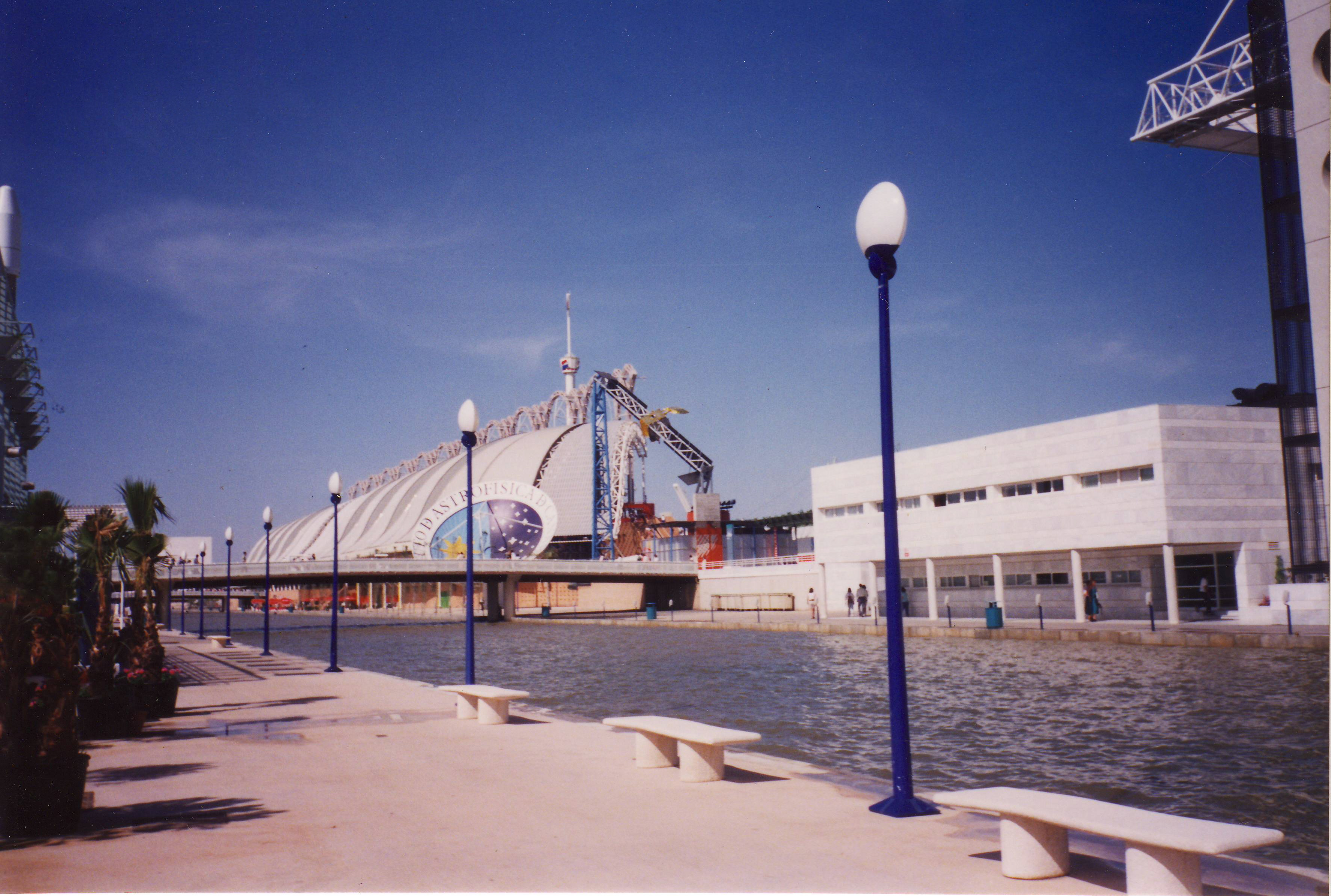
Imatge del Canal, al fons el Pavelló del Futur.

El 26 de gener de 1981 l'Ajuntament de Sevilla aprovà la petició de suport consolidant-se com a seu de l'esdeveniment. A Espanya governava el president Leopoldo Calvo-Sotelo, després de la dimissió d'Adolfo Suárez i l'intent d'un cop d'estat, mentre, destacava un sevillà en l'hemicicle, era Felipe González, que va ser una gran influència per a la mostra que estava per celebrar-se. El 3 de març de 1982 el Govern espanyol sol·licita formalment a l'Oficina Internacional d'Exposicions (OIE) l'organització d'una Exposició Universal, la coincidència amb la ja proposada Exposició Universal de Chicago en aquesta mateixa data obliga a canviar els estatuts de l'OIE per a poder simultanejar les dues Exposicions. El 31 de maig de 1982 l'Institut de Cooperació Iberoamericana crea el projecte "Sevilla 1992", donant per fi un nom al que succeiria deu anys més tard.
El 15 de juny de 1983 es va presentar a París davant l'OIE el projecte conjunt entre Espanya i Estats Units per a la celebració en 1992 de l'Exposició Universal de Chicago-Sevilla. A la fi d'any aquesta organització aprova el Reglament General per a l'Exposició amb un pressupost aproximat de 183.733 milions de pessetes.

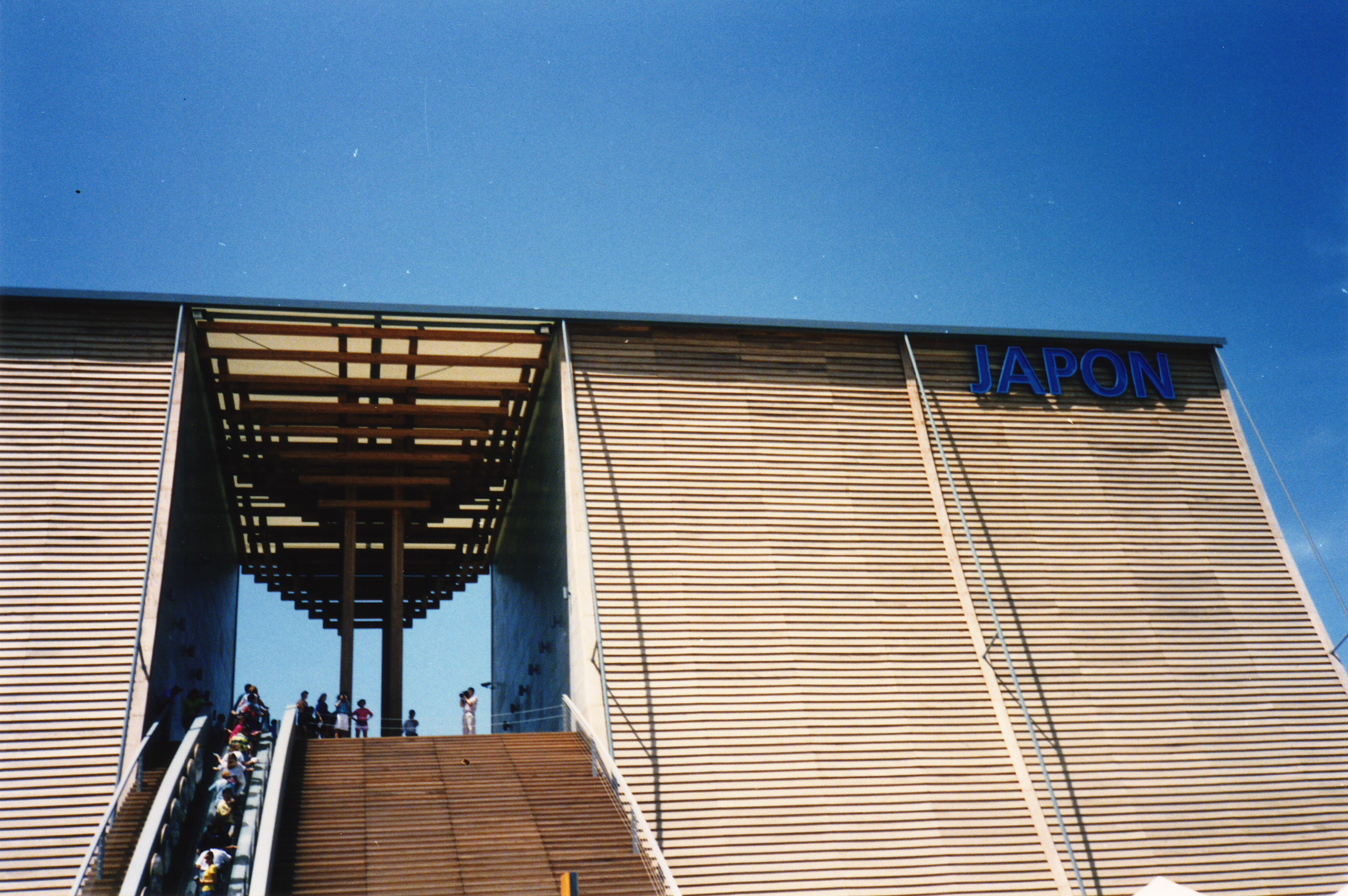
Pavelló del Japó.

El 21 de juny de 1985 l'organització Chicago'92 comunica a l'OIE l'existència de problemes organitzatius. El 4 de desembre d'aquest mateix any l'assemblea de l'OIE decideix que Sevilla quedi com a seu única de l'Expo´92.
Molts països van posar en dubte la capacitat espanyola per desenvolupar i dur a terme un esdeveniment d'aquestes dimensions, i la mascota Curro va haver de viatjar pel món i esforçar-se per vendre el projecte i poder convèncer el món que Espanya donaria la talla i tot estaria llest en 1992.
La celebració de l'esdeveniment va transformar la ciutat urbanísticament, es va construir una nova xarxa viària, noves autovies i rondes de circumval·lació, s'aixeco una nova estació central de tren i es va ampliar l'aeroport, va ser un gran impuls per a Sevilla. Destaca la construcció d'una infraestructura que va suposar un abans i un després per al transport a Espanya, l'AVE (tren d'alta velocitat espanyol) i que d'altra banda va ser molt criticada per molts mitjans de comunicació, així com pel partit polític de l'oposició.

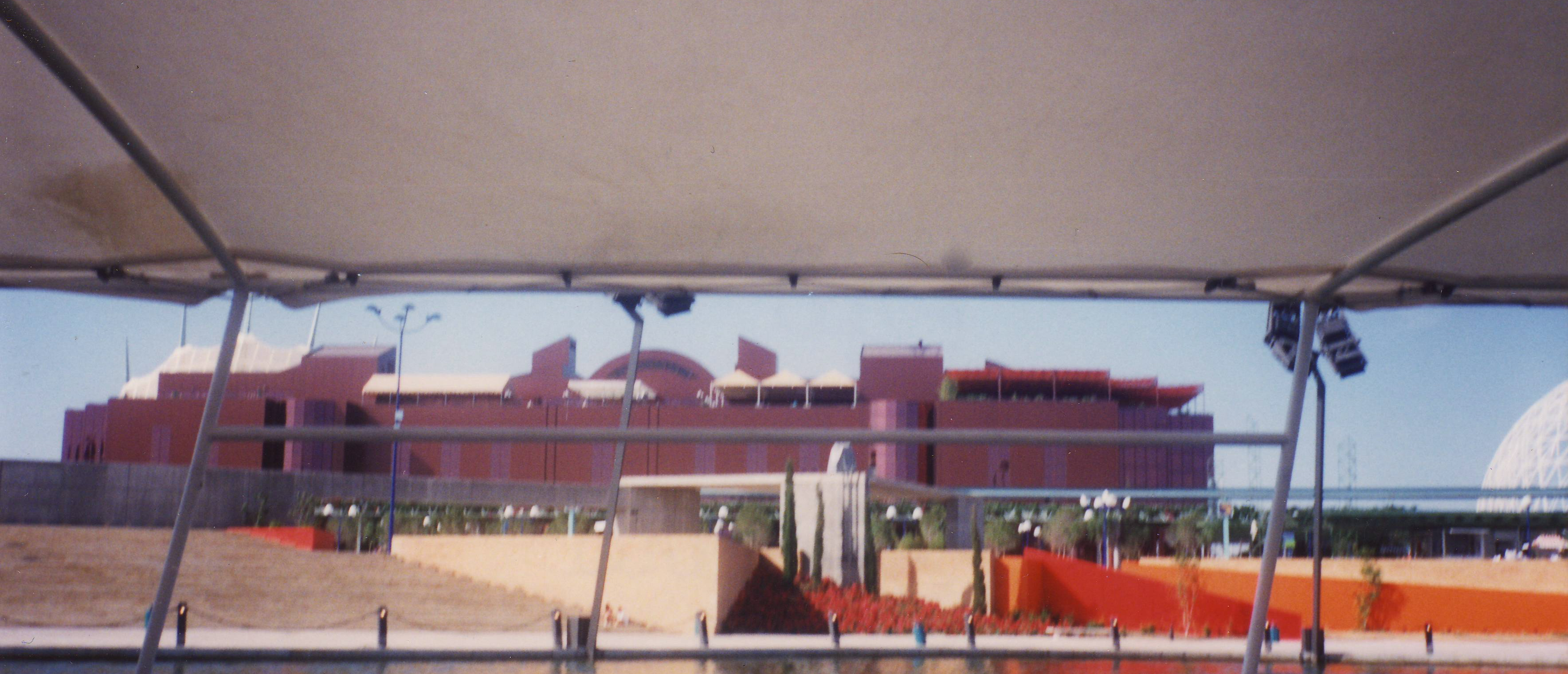
Exterior del pavelló d'Iberoamèrica.

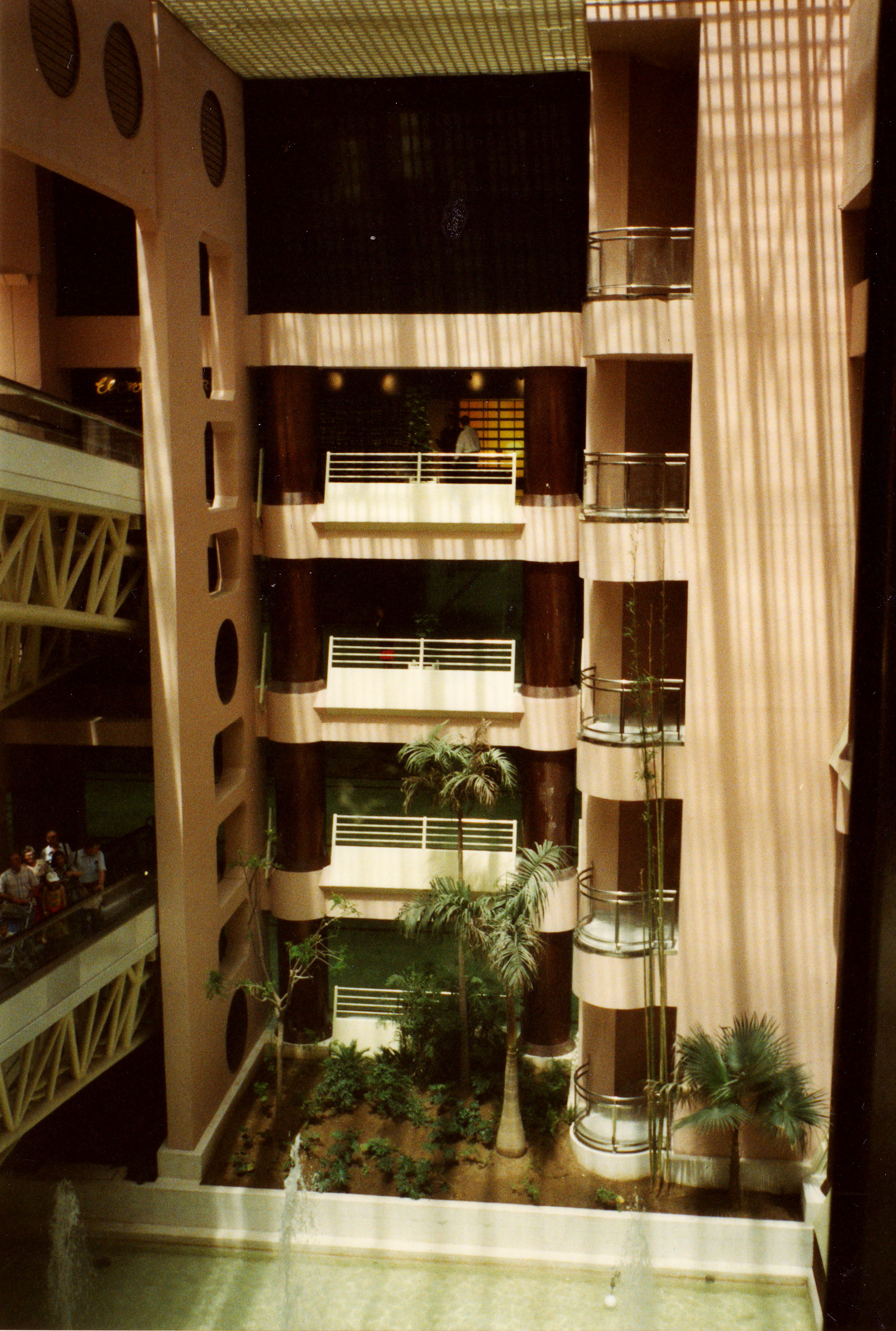
Pavelló d'Iberoamèrica, interior.

Per tal d'acollir l'Exposició Universal es van aprofitar 250 hectàrees de terreny agrícola on se situava l'històric Monestir de la Cartuja on Cristòfor Colom preparà el viatge a Amèrica i on fou enterrat alguns anys. L'edifici estava en un estat de ruïna total i va caldre d'una gran obra de rehabilitació per retornar-li l'esplendor d'antany i convertir-ho en el símbol d'Expo'92. La transformació d'aquests terrenys, coneguts com a Illa de la Cartuja, va ser considerada la major obra pública de la dècada a Europa.
La construcció de les infraestructures, els espais públics i els pavellons d'Expo'92 es va realitzar en un temps rècord. El major revés es va produir el 18 de febrer de 1992 amb l'incendi fortuït del que estava cridat a ser el pavelló estrella de l'exposició, el dels Descobriments.
La participació de països, empreses i organismes internacionals va ser aclaparant, en total van acudir 112 països, 23 organismes internacionals, 6 empreses i les 17 comunitats autònomes espanyoles.
El recinte obria les seves portes a les 9:00 del matí i tancava a les 4:00 de la matinada següent; existien dos tipus d'entrades, la del dia complet i la nocturna (més econòmica), aquesta última amb una durada limitada des de les 20:00 fins al tancament de les seves portes.
Durant tots els dies es van organitzar concerts amb els grups musicals del moment, colorits i multitudinàries desfilades i cavalcades, cada jornada es va celebrar el dia d'un país o organisme participant, i se n'organitzaven actes referents.
A la nit destacava l'"Espectacle del llac" on cada jornada es barrejaven llum, so, làser i focs artificials amb projeccions sobre diferents ventalls generats amb dolls d'aigua. Quan s'aixecava una mica de vent solia ser molt agraït pels assistents, ja que les esquitxades apaivagaven la calor de la temporada. L'espectacle acabava sempre amb l'aparició de la mascota Curro donant la benvinguda, una cosa que tothom esperava expectant.
Durant els 176 dies que el recinte va romandre obert al públic es van comptabilitzar un total de 42 milions de visites.

## Arquitectura del Paisatge en l'Exposició Universal de Sevilla

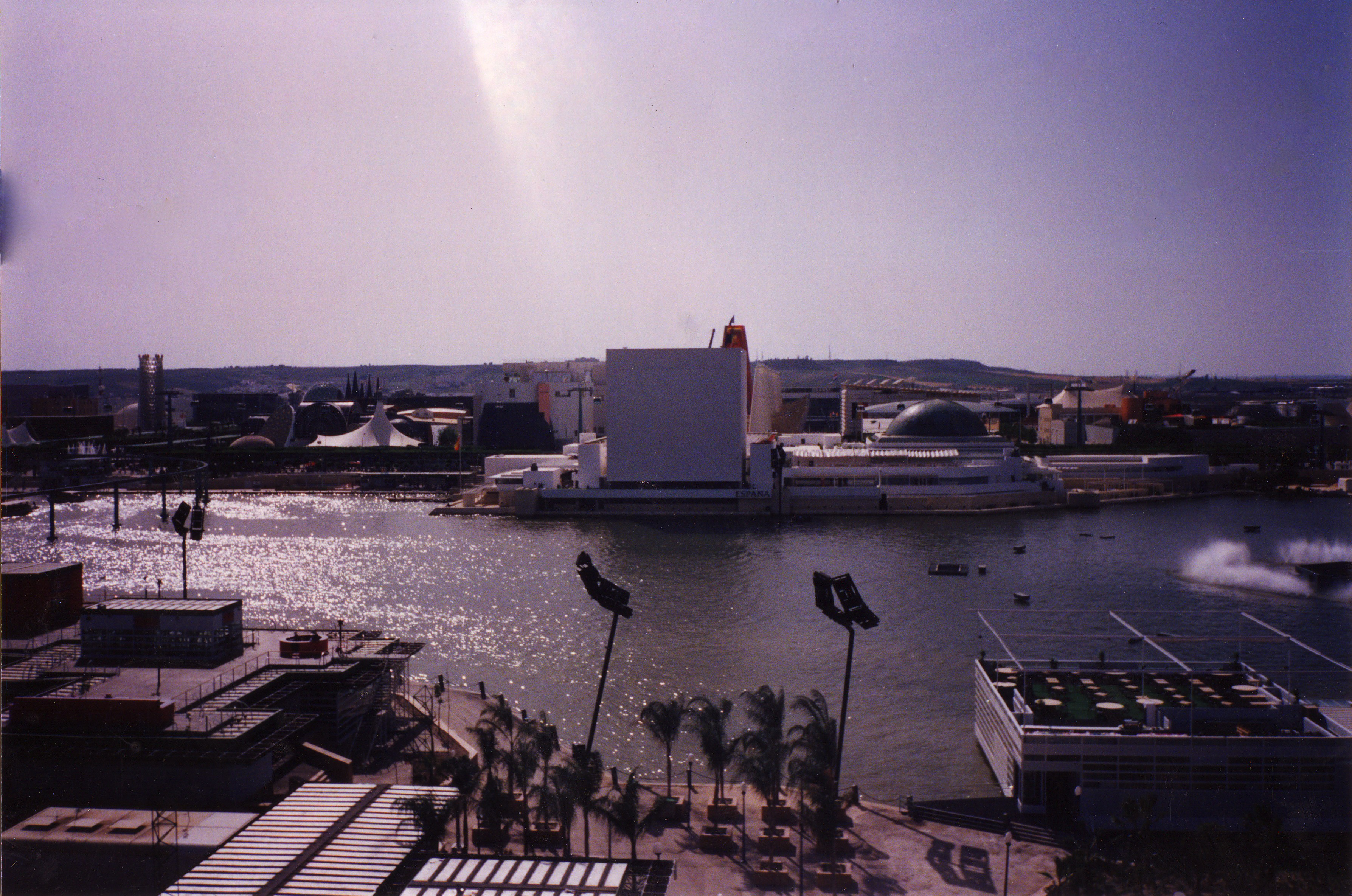
Pavelló d'Espanya a l'Expo 92.

El Pla Director del Paisatgisme de l'Exposició Universal de Sevilla va ser encarregat a l'equip format per Jorge Subirana Atienza i Silvia Decorde, que van realitzar l'encaix dels espais públics verds de les avingudes, els accessos i parcs intramurs i perimetrals de l'Exposició.
Ambdós van asseure les bases per a una exposició, enclavada sobre una illa d'al·luvió, al qual que l'arquitectura havia d'incorporar els espais verds el "Projecte Pérgolas" i el "Projecte de Bioclimatisme" que va asseure les bases a Espanya per al desenvolupament d'un urbanisme mediambientalment sostenible.
En el disseny del paisatge van tenir especial importància elements per al desenvolupament en dos anys d'una ciutat arbrada. D'una banda la incorporació d'un equip de paisatgistes per al desenvolupament del pla director del recinte. Per un altre la incorporació a l'equip de disseny de l'organització d'un arquitecte paisatgista que vetllés pel desenvolupament i la unitat dels projectes arquitectònics a partir dels exemplars arboris. Al costat d'això la decisió d'incorporar un viver d'aclimatació i una central de compres pròpia que garantia l'existència d'exemplars arboris de gran grandària repicats i disponibles en qualsevol moment, així com l'aclimatació i el cultiu de les espècies donades pels països iberoamericans dins de l'"Operació Arrels" i la segregació de les obres de paisatgisme de les obres de construcció, pionera a Espanya, va permetre executar els projectes de paisatge integralment sense els alts i baixos econòmics propis d'aquesta mena d'obres.
L'execució en un període rècord de dos anys amb la incorporació de gairebé 25.000 exemplars arboris, la introducció de noves espècies botàniques a Europa a la fi del segle xx, la formació d'un anell verd i el disseny dels espais públics arbrats, van convertir aquest projecte en referent per a les futures exposicions. Encara té una influència en el desenvolupament de noves ciutats i urbanitzacions encara perdura malgrat la deterioració i la desaparició de molts dels espais projectats.
A part dels esmentats Jorge Subirana i Silvia Decorde hi van participar Margarita Arencibia (1990) i Ricardo Librero (1990 a 1992) com a paisatgistes de l'Equip de Disseny d'Expo'92. Alberto García Camarasa com a Director del «Programa de Repoblament i Jardineria», que tenien com a directors dels projectes de jardineria i paisatge Juan Antonio Cabrera (1989-90), Ricardo Librero (1990-1992) i Mónica Magíster (1991-1992), per a la direcció de les obres d'infraestructura de reg i irrigació Jesús de Vicente i la direcció del Viver Expo'92 Esperanza Romero. Al llur costat l'equip de la Universitat de Sevilla dirigit pel Catedràtic Benito Valdés va coordinar l'Operació Raíces, l'assessorament de les quals va permetre l'execució del Jardí de les Amériques, al front de les quals es va incorporar durant l'etapa expositiva com a director del jardí, Mariano Martín.
Entre els projectes de paisatgisme desenvolupats per a l'Exposició Universal, molts dels quals encara poden contemplar-se, van destacar: Parc Jardí del Guadalquivir (J. Subirana i S. Decorde), Jardins de la Cartuja i Oficines Cargols de mar (Subirana i Decorde), Muralla de Defensa i Bosc en Galeria (Subirana i Decorde), Jardí de les Amériques (R. Librero), Avinguda 5 (R. Librero), World Trade Center (R. Librero, A. García Camarasa), Avingudes 2 (M. Arencibia), Avingudes 1 i 4 i Camí dels Descobriments (M. Arencibia, R. Librero), Avinguda dels Descobriments (Juan de Aizpuru), Vora del Llac (R. Librero), Aparcaments d'Autobusos (M. Arencibia), Aparcaments de Turismes (R. Librero), Pavellons de l'Organitzadora (R. Librero), Pavelló del s.XV (Leandro Silva, R. Librero), Projecte Pérgolas (A. García Camarasa), Cobertes enjardinades modulars i Avinguda V (R. Librero), Projectes d'Infraestructura de Reg i Fertirrigació (J. de Vicente).
Al llarg de l'exposició la vegetació del recinte va merèixer els majors elogis per part dels visitants. Alguns projectes com les pèrgoles o el disseny de les avingudes i l'hivernacle americà van esdevenir referències comparables als grans ponts i edificacions singulars de l'exposició. Els espais verds a partir d'aquest esdeveniment van deixar de ser consorts a Espanya per ser protagonistes en peus d'igualtat amb l'arquitectura i l'urbanisme.

## Pavellons
Els següents pavellons de l'exposició han estat inclosos, el 2007, al Catàleg General del Patrimoni Històric Andalús
| Bé catalogat                         | Arquitecte                                                                          | Web del bé | Tipus           | RP                 | EA     | Data       |
| ------------------------------------ | ----------------------------------------------------------------------------------- | ---------- | --------------- | ------------------ | ------ | ---------- |
| Pavelló de Andalucía dEXPO 92        | Juan Ruesga Navarro                                                                 |            | Sense tipificar | Genèric Col·lectiu | Incoat | 15-VI-2007 |
| Pavelló d'Espanya de l'EXPO 92       | Julio Cano Lasso                                                                    |            | Sense tipificar | Genèric Col·lectiu | Incoat | 15-VI-2007 |
| Pavelló de Finlàndia de l'EXPO 92    | Juha Jaaskelainen, Juha Kaakko, Petri Rouhiainen, Matti Sanaksenaho i Jari Tirkknen |            | Sense tipificar | Genèric Col·lectiu | Incoat | 15-VI-2007 |
| Pavelló de França de l'EXPO 92       | Jean Paul Viguier i J. F. Jodry                                                     |            | Sense tipificar | Genèric Col·lectiu | Incoat | 15-VI-2007 |
| Pavelló d'Hongria de l'EXPO 92       | Imre Makovecz                                                                       |            | Sense tipificar | Genèric Col·lectiu | Incoat | 15-VI-2007 |
| Pavelló de la Navegació de l'EXPO 92 | Guillermo Vázquez Consuegra                                                         |            | Sense tipificar | Genèric Col·lectiu | Incoat | 15-VI-2007 |

### Pavelló d'Espanya
Adreça: C/ Camí dels Descobriments, 12. Aixecat a la vora del Llac d'Espanya en una de les parcel·les de major superfície, el Pavelló d'Espanya, país amfitrió, es va construir segons projecte de l'arquitecte d'indubtable prestigi i sòlida trajectòria professional: Julio Cano Lasso (Madrid 1920-1996) que va plantejar un edifici que havia de ser simbòlic i representatiu, però pel qual es va cercar prescindir de qualsevol referència històrica o historicista.

#### Descripció
Sobre una plataforma elevada que descendeix cap a l'aigua mitjançant terrasses que van avançant, dues formes geomètriques destaquen en el conjunt: Un gran cub blanc tancat hermèticament a l'exterior i una cúpula de color fosc a causa del seu recobriment de planxes de bronze. El cub acollia un gran saló de recepcions; sota la cúpula es va albergar un cinema amb sistema de projecció esfèric i seients mòbils.
Són importants en el conjunt els pòrtics i espais oberts, particularment el buit del gran pati central, pensat per distribuir la circulació de les persones cap a diferents itineraris de visita, a més de servir de saló a l'aire lliure. S'hi van emprar panells blancs de xapa esmaltada i sòcols i pòrtics de marbre blanc, amb paviments de fang i marbre i sanefes de mosaic. Va ser concebut amb previsió de permanència i adaptació a usos futurs, raó per la qual els espais eren diàfans i les divisions interiors es van fer amb panells desmuntables.
Actualment està ocupat per les oficines del parc temàtic Isla Mágica que reutilitza gran part de les instal·lacions de l'edifici creades per a l'Exposició Universal com el cinema de butaques mòbils Movimas i diverses sales expositives com la del Cub.
El soterrament al que va ser sotmès el Llac d'Espanya el 1997 per a la construcció d'Isla Mágica va alterar significativament la visió del conjunt a la façana més representativa.

#### Pavelló d'Andalusia
Adreça: C/ José de Gálvez, 1. Arquitecte Juan Ruesga Navarro. La situació del Pavelló d'Andalusia al costat del Pont de la Barqueta, en un dels accessos principals al recinte de l'Exposició i en l'inici del recorregut pels pavellons autonòmics situats entorn del Llac d'Espanya, era preeminent. Així mateix, la seva volumetria, morfologia i característiques cromàtiques, el converteixen en element de notòria visibilitat des del centre històric de la ciutat.

##### Descripció
Sobre una gran base de marbre blanc, se situa un volum de base el·líptica xapat de pedra arenisca. Travessant tots dos, apareix com a eix un gran cilindre inclinat, revestit de ceràmica blava amb nombroses finestres petites, pensat per allotjar espais d'espectacles, espai central de l'exhibició, restaurant i mirador.
És de destacar la complexitat constructiva de l'edifici: l'estructura és tota de formigó armat i, donades les dificultats que representa la inclinació de 15 graus del cos cilíndric, van haver de projectar-se encofrats específics així com utilitzar sistemes tecnològics especials per garantir la subjecció dels xapats exteriors de marbre i ceràmica. Totes aquestes peces ceràmiques que recobreixen el cilindre es van fabricar en forma de rombes amb la curvatura necessària, la qual cosa va originar deu models diferents.
El projecte de l'edifici va ser el resultat d'un concurs amb el lema «Tradició i Canvi». Segons l'autor, l'arquitecte sevillà Juan Ruesga Navarro, la base de marbre blanc representa la cultura tradicional; l'edifici de base el·líptica en pedra arenisca la cultura elaborada, i el cilindre inclinat la modernitat, l'esperit artístic i científic en evolució, claus del projecte de canvi i modernització al que aspirava i s'enfocava la Comunitat Autònoma Andalusa.
Pensat per a la seva posterior utilització per alguna institució, per la qual cosa presenta una disposició molt funcional, tant en altura de plantes com en la ubicació dels accessos, escales, etc., està ocupat actualment per l'Empresa Pública de la Ràdio i Televisió d'Andalusia.

#### Pavelló de la Navegació

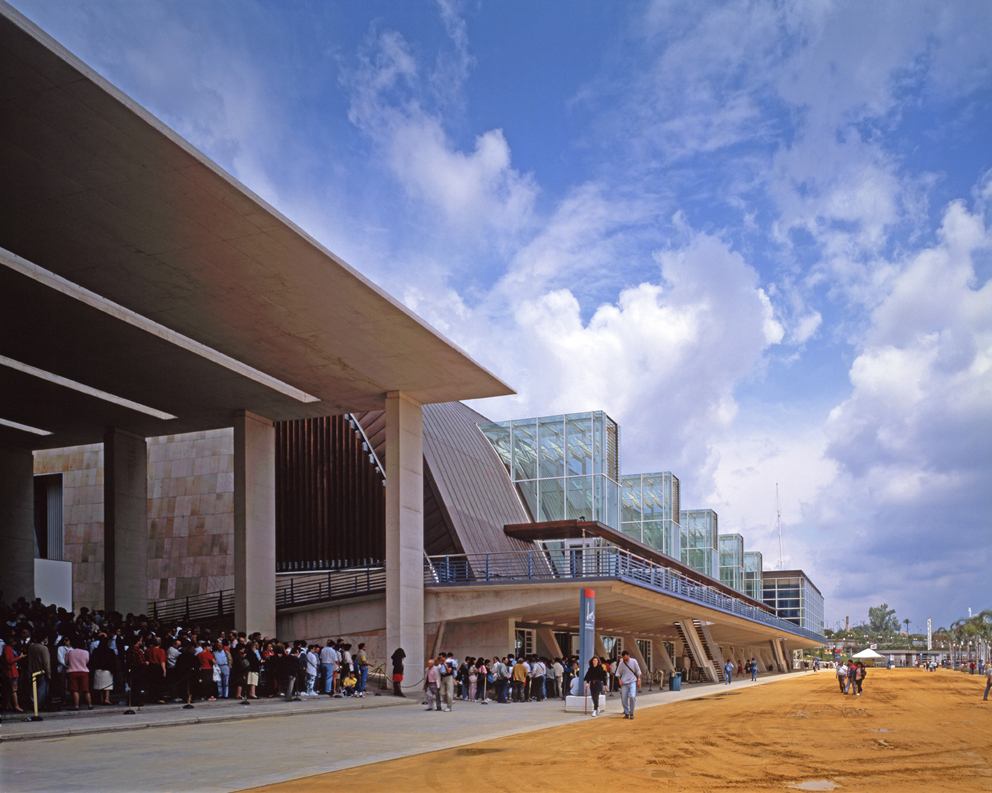
En primer terme, junt al riu el pavelló de la navegació, a l'esquerra la torre Schindler.

Adreça: C/ Camí dels Descobriments, 4. El projecte es deu a Guillermo Vázquez Consuegra, arquitecte sevillà de fama internacional, que amb aquest va rebre un esment d'edificació en la II Biennal d'Arquitectura Espanyola.
Va ser dedicat a les expedicions científiques i als descobriments i avanços en la tècnica naval, se situa a la vora del riu Guadalquivir, en el sector sud del recinte, al costat del pantalà que fita el port fluvial, entre els Ponts de Chapina i de la Cartuja, un lloc privilegiat, mirant cap al centre històric.

##### Descripció
S'assenta sobre una plataforma situada a la cota del moll, oferint la seva façana principal al riu, ressaltant en aquesta vista la coberta metàl·lica corbada que ofereix la seva convexitat a la ciutat històrica i en la qual, indubtablement, s'adverteixen ressonàncies de velles imatges d'hangars i embulls portuaris.
S'articula entorn de dues construccions, una d'elles destinada a serveis (cafeteria i restaurant) i una altra als usos propis de l'exposició, unides a través d'una gran rampa escalonada coberta, que al mateix temps que les uneix, es configura com a porta al riu establint-se una relació visual directa amb el moll, els vaixells, el riu i la ciutat.

#### Pavelló de Finlàndia
Adreça: C/ Marie Curie, 1. El Pavelló va tenir la denominació de «La Gola de l'Infern», nom d'un accident natural de Finlàndia evocat en aquest estret buit intermedi.
Els joves dissenyadors del Pavelló (Juha Jaaskelainen, Juha Kaakko, Petri Rouhiainen, Matti Sanaksenaho i Jari Tirkknen) llavors estudiants d'arquitectura, formalitzaven el missatge que volia donar el país, que va celebrar aquest any el 75 aniversari de la seva existència com a estat, d'història i futur.

##### Descripció
El Pavelló de Finlàndia s'estructura en dos edificis, anomenats «La quilla» i «La màquina», de proporcions notòriament allargades, que deixen entre ells un estret espai obert de només dos metres d'amplària en el qual es disposa la rampa escalonada d'accés i un pont de comunicació.
El mòdul anomenat «La quilla», que és referència de la naturalesa i la tradició, està realitzat totalment en fusta de pi finlandès i la seva execució artesanal segueix els principis de la construcció de vaixells. L'altre edifici, «La màquina», enterament d'acer i cristall, de color negre, representaria la industrialització, la modernitat.
La Fundació d'Investigació i Difusió de l'Arquitectura (FIDAS) del Col·legi d'Arquitectes de Sevilla va triar, significativament, aquest immoble com a seu.

#### Pavelló d'Hongria
Adreça: C/ Marie Curie, 7.
El Pavelló d'Hongria és la millor i més original mostra de l'arquitectura en fusta del gran arquitecte hongarès Imre Makovecz (Budapest, 1935), mestre de l'arquitectura orgànica europea.

##### Descripció
El pavelló és una obra singular, de fabricació totalment artesanal, construïda en fusta laminada encolada no industrialitzada, amb elements constructius de diversitat formal, realitzats i ensamblats en la mateixa obra sense el predomini de la línia recta. S'assembla en el seu aspecte exterior a una església rural hongaresa en la qual s'alcen set torres amb campanes de bronze. Està concebut mitjançant cossos maclats, entre els quals predomina el gran casc que actua de coberta, com la carena invertida d'un vaixell recoberta per planxes de pissarra, al qual se li adossen volums que formen les entrades les quals es rematen amb màscares alades de rostres humans.
L'interior està configurat com a armadura que recorda el ventre d'una balena o el d'un vaixell, resolt mitjançant la barreja de fusta laminada encolada de formes arrodonides i elements rectes tallats en fusta serrada.
Està dividit en dos sectors perfectament diferenciats: el de l'oest, un espai diàfan on encara es conserva el roure portat de les riberes del riu Danubi les arrels del qual poden veure's a través del sòl de cristall, i el de l'est, on se situaven els continguts expositius.
L'edifici a la fi de 2001 va ser restaurat, sota la supervisió de l'arquitecte Enrique Morales Méndez, per a Museu de l'Energia Viva, un petit complex destinat a ensenyar com es pot viure amb la naturalesa estalviant energia i conservant l'entorn. En 2006 es va plantejar la seva demolició que no va arribar a dur-se a terme a causa de la pressió ciutadana. En 2007 va ser declarat BIC.

#### Pavelló de França.
Adreça: C/ Camí dels Descobriments, 2. Se situa en una zona privilegiada, davant del Pavelló d'Espanya i donant a dues grans avingudes.

##### Descripció
El pavelló va ser dissenyat per la signatura d'arquitectes Jean Paul Viguier, J. F. Jodry i Associats com un edifici permanent. La mateixa arquitectura del pavelló és un homenatge a la cultura i a la tecnologia. Una gran coberta de malla espacial, a manera de pòrtic, engloba l'àmplia esplanada elevada i un edifici-mirall de forma prismàtica que se situa en un dels extrems d'aquesta. La resta de l'edifici es desenvolupa sota el subsòl.
La gran coberta, d'una altura de 15 metres, se sustenta per quatre columnes de carbó-fibra cromades, creant un espai lliure i fresc, emparat i tranquil, amb graderies per asseure's, fonts d'aigua potable. L'esplanada que es conforma com a avantsala d'entrada i plaça que dona accés a l'edifici principal a través d'una porta monumental en el seu centre, es resol amb rajoles de vidre on han estat serigrafiats els logotips de les empreses, agrupacions locals, grans institucions i organismes culturals de França que van participar en l'Exposició.
Sota aquesta esplanada hi ha un passeig cobert on s'exposaven les més recents innovacions tecnològiques de la indústria francesa i es descobria al públic un atrevit i ampli «pou d'imatges» de 20 metres de profunditat.
A l'edifici principal es van situar un restaurant i les oficines. És de destacar la capacitat de l'edifici de reflectir en la seva façana principal, de vidre, que dona a la gran esplanada, l'entorn que ho envolta.

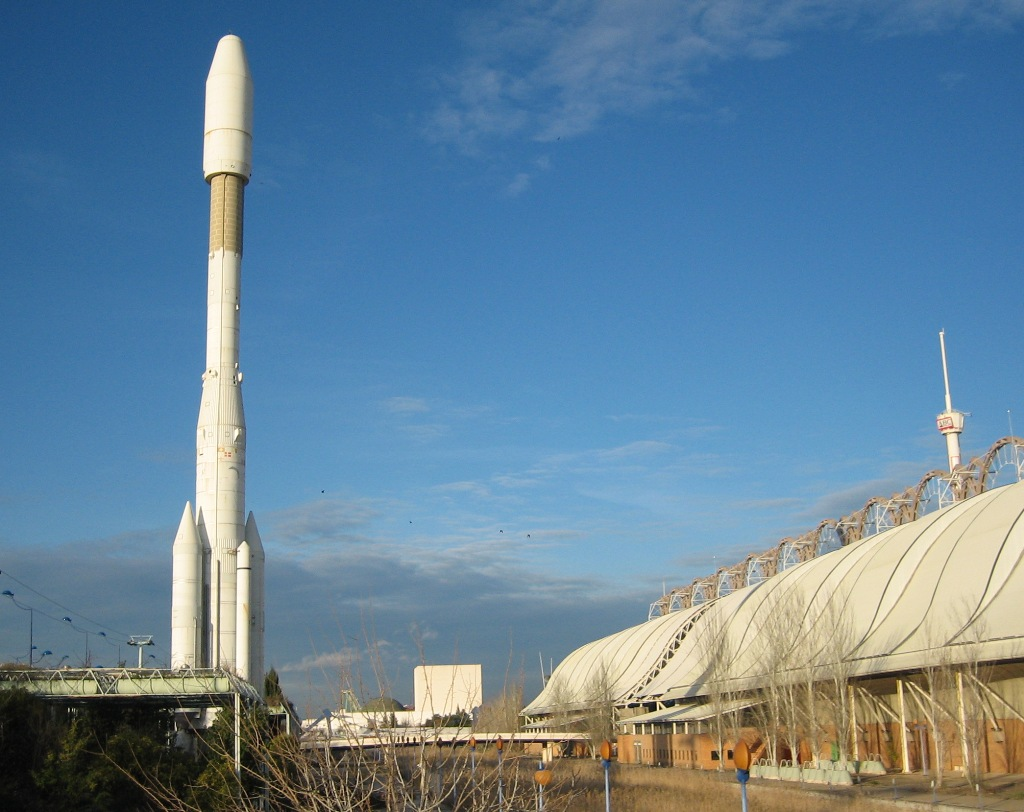
Estat actual de la maqueta del coet Ariane 4, encarregat de transportar a l'espai el primer satèl·lit de comunicacions espanyol, Hispasat

En ell va tenir la seva seu el Centre d'Innovació de la Moda i el Disseny i la Fundació Victorio & Lucchino. Des de juny de 2010 té la seu central l'empresa ALESTIS Aerospace, dedicada a la construcció de material aeronàutic.

## Influències en la ciutat de Sevilla

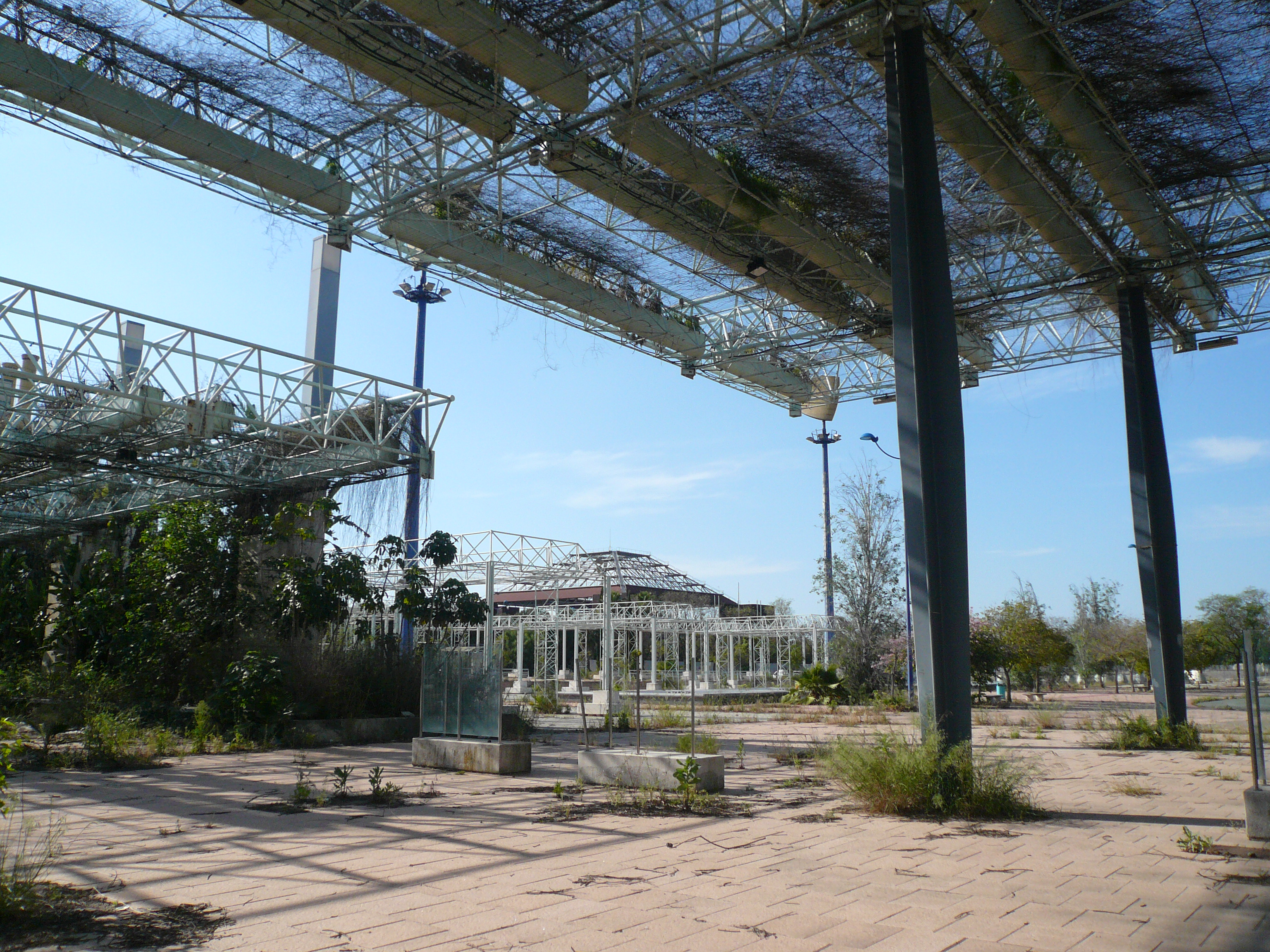
Estat de la Porta de Triana el 2007, avui enderrocada per la construcció de la Torre Pelli.

L'Illa de la Cartuja es va dividir després de la mostra en cinc àrees: una monumental entorn del Monestir cartujo de Santa María de las Cuevas, una administrativa en la qual actualment es desenvolupa el projecte "Puerto Triana", una zona lúdica amb el parc temàtic Isla Mágica com a principal protagonista, una zona universitària on es troben la Facultat de Ciències de la Comunicació i l'Escola Tècnica Superior d'Enginyers, un parc metropolità i un parc científic i tecnològic denominat Cartuja 93 que reutilitza gran part de les infraestructures d'Expo´92.
Però potser el llegat més important de l'Exposició Universal a Sevilla sigui la transformació urbana de la ciutat. L'obertura de la zona nord-oest al riu, un nou sistema viari, nous ponts, l'ampliació de l'aeroport, el primer tren espanyol d'Alta Velocitat, un gran parc metropolità, una nova xarxa d'autovies, entre d'altres, van retornar a Sevilla la categoria de gran capital del sud d'Europa.
Malgrat tot, des que va finalitzar l'Exposició Universal, no són poques les opinions crítiques que s'han llançat contra la gestió de les instal·lacions i els terrenys que va ocupar Expo'92. Si bé s'ha desenvolupat un parc tecnològic empresarial, també és cert que les instal·lacions que no són ocupades per empreses estan en un estat de deterioració acusada i unes altres estan sent víctimes de l'especulació, com el cas dels pavellons d'Àustria i Txecoslovàquia i de l'espai escènic del Palenque derrocats en 2007 per a obtenir major volum d'edificabilitat. A més s'han perdut actius com el Monorrail o el Telecabina i uns altres com el Parc Jardí del Guadalquivir o el Jardí de les Amériques es troben en estat de total abandó a causa de la negligència de totes les administracions. Espais de referència internacional com l'Avinguda 5 dissenyada pel Grup Site de Nova York, un dels pocs exemples de l'arquitectura desconstructivista a Espanya, ha estat modificada fins a fer-la irrecognoscible.